# 蚶叶蛤属
蚶叶蛤属（学名：Arcopaginula）是樱蛤科下的一个属。

## 下属物种
本属包括以下物种：
- 蚶叶蛤 Arcopaginula inflata (Gmelin, 1791)